# Milton S. Robinson

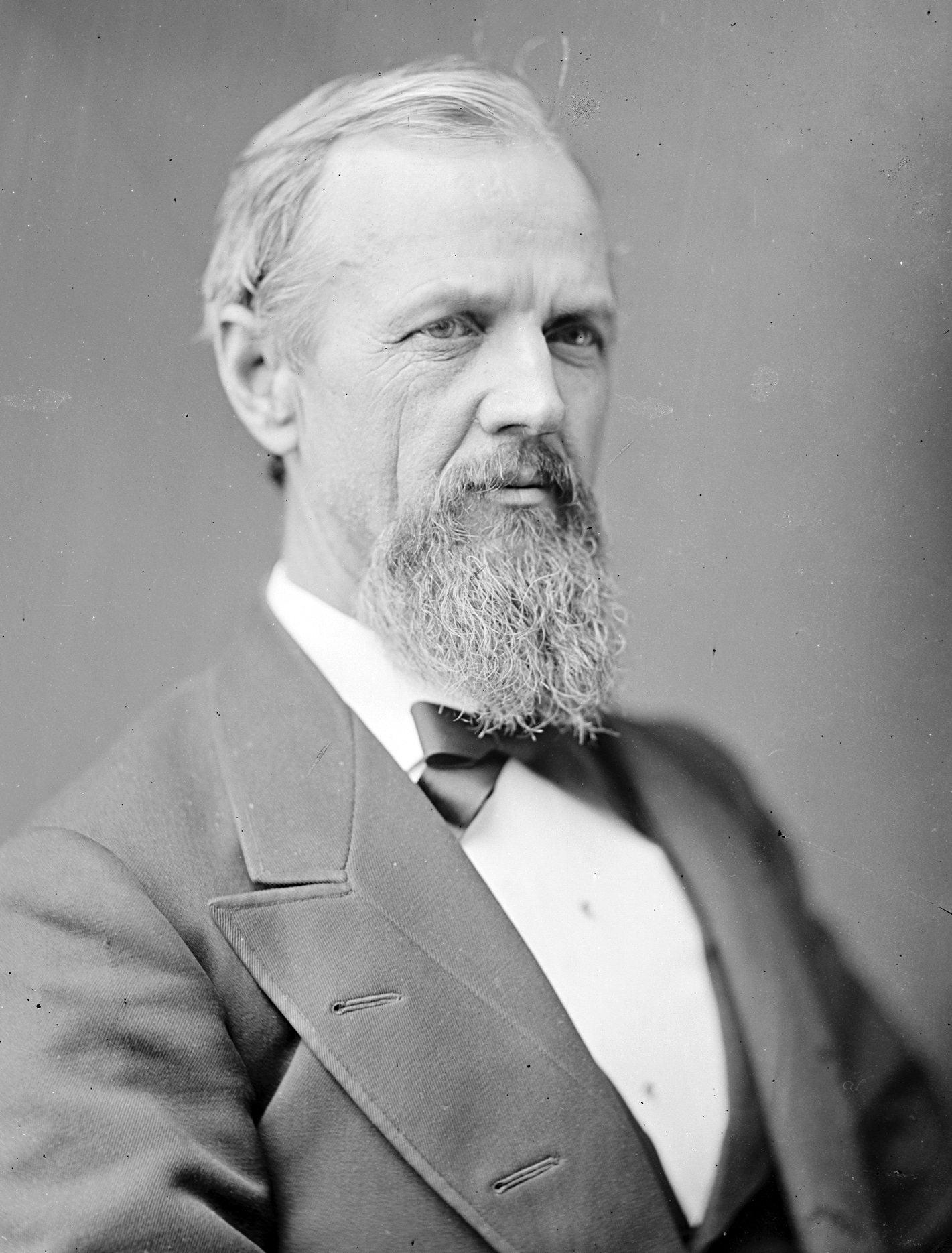
Milton S. Robinson

Milton Stapp Robinson (* 20. April 1832 in Versailles, Ripley County, Indiana; † 28. Juli 1892 in Anderson, Indiana) war ein US-amerikanischer Politiker. Zwischen 1875 und 1879 vertrat er den Bundesstaat Indiana im US-Repräsentantenhaus.

## Werdegang
Milton Robinson genoss nur eine eingeschränkte Grundschulausbildung. Nach einem anschließenden Jurastudium und seiner im Jahr 1851 erfolgten Zulassung als Rechtsanwalt begann er in Anderson in diesem Beruf zu arbeiten. Politisch schloss er sich der 1854 gegründeten Republikanischen Partei an. Im Jahr 1856 war er bei den Präsidentschaftswahlen einer der Wahlmänner von John C. Frémont. Im Jahr 1861 leitete er für kurze Zeit die Strafanstalt in Michigan City. Während des Bürgerkrieges stieg er vom Oberstleutnant bis zum Brevet-Brigadegeneral auf. Dabei diente er in einer Infanterieeinheit im Heer der Union.
Zwischen 1866 und 1870 gehörte Robinson dem Senat von Indiana an. 1872 war er Delegierter zur Republican National Convention in Philadelphia, auf der Präsident Ulysses S. Grant zur Wiederwahl nominiert wurde. Bei den Kongresswahlen des Jahres 1874 wurde er im sechsten Wahlbezirk von Indiana in das US-Repräsentantenhaus in Washington, D.C. gewählt, wo er am 4. März 1875 die Nachfolge von Morton C. Hunter antrat. Nach einer Wiederwahl konnte er bis zum 3. März 1879 zwei Legislaturperioden im Kongress absolvieren. Im Jahr 1878 verzichtete er auf eine weitere Kandidatur.
Nach seinem Ausscheiden aus dem US-Repräsentantenhaus praktizierte Robinson wieder als Anwalt. Im Jahr 1891 wurde er Richter am Berufungsgerichtshof von Indiana. Milton Robinson starb am 20. April 1892 in Anderson, wo er auch beigesetzt wurde.